# Лангли
Лангли (на английски: Langley) е град в окръг Айлънд, щата Вашингтон, САЩ. Лангли е с население от 1055 жители (2006) и обща площ от 2,1 km². Намира се на 0 &nd ash ;27,7 m надморска височина. ЗИП кодът му е 98260, а телефонният му код е 360.